# Way Out Where
Way Out Where es el quinto álbum de estudio de la banda neozelandésa The Verlaines. Fue lanzado en 1993 por NRG Studios y Slash Records.

## Lista de canciones
Todas las canciones fueron escritas por Graeme Downes.
1. "Mission of Love" – 4:02
2. "I Stare Out..." – 3:25
3. "This Valentine" – 4:41
4. "Blanket Over the Sky" – 3:20
5. "Cathedrals Under the Sea" – 3:24
6. "Aches in Whisper" – 3:47
7. "Way Out Where" – 3:32
8. "Lucky in My Dreams" – 4:03
9. "Black Wings" – 3:15
10. "Stay Gone" – 4:10
11. "Incarceration" – 3:37
12. "Dirge" – 4:07